# 再會了，美好時光
《再會了，美好時光》是茜田千原作的日本漫畫作品，由 KADOKAWA出版，於2015年2月12日在《COMIC it》開始連載。後來，移至《月刊Comic電擊大王》，連載於2019年7月號至2023年1月號。本作曾入圍《這本漫畫真厲害！》2017年女性篇（第13名）。

## 簡介

### 故事內容
櫻花飛舞的春天，一對年輕的夫婦搬到某個城市的新家。丈夫廣瀨桂一為繪本出版社「月虹社」工作，妻子廣瀨晃在保育園當保育士。這對關係和睦的「新婚夫婦」隱藏著一個天大的秘密，實際上他們是親兄妹。
妹妹廣瀨晃從小照顧軟弱的哥哥廣瀨桂一，兩人總是黏在一起，關係無比親密。久而久之他們之間產生了戀愛感情，但是晃的心中藏著對於未來的悲觀情緒。青梅竹馬的森珠希和牧島剛分別是晃和桂一的摯友。剛很受女生歡迎，但他為了避嫌自稱同性戀。珠希曾被國中羽毛球部的學姐帶出學校而捲入援助交際的誤會，再加上母親丟下她和父親與他人私奔的事件，令她受到心靈創傷，她在剛和晃的幫助與支持下解開心結。剛因為桂一與眾不同的態度而與他拉近距離，成為關係最好的朋友，在相處與相互了解的過程中，剛對桂一也越來越關心。
晃決定成為保育士，讀大學時從家裡搬走，之後一度與桂一斷絕聯繫。桂一獨自生活，不但要忍受職場的惡劣環境，而且受到來自工作狂和自我主義的母親的壓力，逐漸變得自暴自棄。剛斥責了消沉的桂一，而大學同學松本建議桂一去他那邊工作。儘管母親激烈反對，桂一仍然堅定地辭職離家，開始新的生活。桂一與晃久別重逢，晃決定跟隨桂一遠走高飛。晃對他人隱瞞了桂一和她是兄妹的事實，改以新婚夫婦的身份示人。

### 外部評價
本作不僅描繪兩位主人公的经历，而且着重表現了兄妹與周圍角色之间的關係与互动。本作的特點是，没有展現过激的「禁断之情」，而用平靜的筆觸描繪自然的感情，作者並未使用任何描述性獨白，而是通過對日常的描繪來逐步揭示人物的背景。作家園田菜菜認爲不應用「禁斷的愛」來評價這部作品，儘管在讀之前覺得「對家人產生戀愛之情是不正常的」，實際讀了之後卻好像不那麼想了。

## 登場人物

### 主要人物
廣瀨晃
比廣瀨桂一小三歲的妹妹。森珠希的摯友。家務方面非常能幹，自幼就照顧軟弱的哥哥桂一。上國中後意識到自己對桂一的特殊感情，內心承受著不為人知的痛苦。高中修學旅行期間，在京都見到保育園的師生後，開始憧憬保育士工作，並為了取得保育士資格報考短期大學。藉此機會從家裡搬走，一度與桂一斷絕聯繫。即將大學畢業時，因為桂一的突然來訪，她決定跟隨桂一到外地生活。主動提出希望桂一和她以夫婦身份一起生活。後來在保育園工作。
廣瀨桂一
比廣瀨晃大三歲的哥哥。牧島剛的摯友。從小就非常軟弱，各個方面都非常不靠譜，所以一直被晃照顧，離開晃可能就無法正常生活。把晃看作最重要的人，只有在事關晃的情況下才會顯露出可靠的一面。高中時期是戲劇部的成員，上大學後加入兒童演出社團。後來在製片公司上班，受到前輩的職權騷擾，就職環境十分惡劣。不顧母親的反對辭職離家，見到晃以後帶她去外地。決定與晃以夫婦身份一起生活。後來在繪本出版社「月虹社」工作。
牧島剛
廣瀨桂一的摯友。和森珠希是青梅竹馬。高中時曾參加空手道部。救了因為被誤會援助交際而受人威脅的森珠希。很受女生歡迎，但為了避免不必要的流言蜚語而自稱同性戀。旁人並沒有把剛的話當回事，而是作為有趣的笑柄，甚至連他自己都覺得無所謂。只有桂一以認真而不反感的態度對待他。因此剛漸漸地與桂一成了最好的朋友，而他對桂一也越來越關心。桂一因為工作和母親的壓力自暴自棄時，剛教訓了消沉的桂一，並讓其離開家自己生活下去。
森珠希
廣瀨晃的摯友。和牧島剛是青梅竹馬。母親與他人私奔後，她與父親一起生活。國中時曾被羽毛球部的學姐帶出學校而捲入援助交際的誤會，因為害怕而逃走。退出羽毛球部後，卻被足球隊的津田以此前在誤會中被拍下的照片為把柄威脅，得到牧島剛解救。和晃上同一所高中，大學時和晃分開，仍保持聯繫。因為過去的陰影而抗拒和他人交往，但是對剛萌生感情。

## 出版書籍
| 冊數 | KADOKAWA       | KADOKAWA               | 台灣角川       | 台灣角川               |
| 冊數 | 初版發售日期   | ISBN                   | 初版發售日期   | ISBN                   |
| ---- | -------------- | ---------------------- | -------------- | ---------------------- |
| 1    | 2016年1月15日  | ISBN 978-4-04-865605-4 | 2017年11月13日 | ISBN 978-986-473-961-5 |
| 2    | 2016年3月15日  | ISBN 978-4-04-865858-4 | 2018年11月12日 | ISBN 978-957-564-509-0 |
| 3    | 2016年12月15日 | ISBN 978-4-04-892551-8 | 2018年11月12日 | ISBN 978-957-564-548-9 |
| 4    | 2017年12月15日 | ISBN 978-4-04-893556-2 | 2018年11月12日 | ISBN 978-957-564-549-6 |
| 5    | 2019年2月15日  | ISBN 978-4-04-912249-7 |                |                        |
| 6    | 2020年9月14日  | ISBN 978-4-04-913289-2 |                |                        |
| 7    | 2021年12月15日 | ISBN 978-4-04-914180-1 |                |                        |
| 8    | 2023年2月15日  | ISBN 978-4-04-914902-9 |                |                        |

## 電視劇
《再會了，美好時光》是東京電視台於2023年6月12日至7月31日播出的「Drama Premiere 23」電視劇，由山下美月和鈴木仁雙主演。

### 登場人物

#### 主要人物
- 廣瀨晃：山下美月[8]
- 廣瀨圭一：鈴木仁[8]

#### 周邊人物
- 森珠希：加藤小夏[9]
- 牧嶋剛：伊藤明日陽[9]
- 廣瀨奈緒美：小澤真珠[9]
- 森恭一：姜暢雄[9]
- 岡田敦子：高月彩良[9]

### 製作團隊
- 原作：茜田千『再會了，美好時光』（it COMICS / KADOKAWA刊）
- 編劇：川崎泉
- 主題曲：珀（avex trax）[9]
- 導演：柴山健次、祖山聰、坂梨有剋
- 監製：大和健太郎（東京電視台）
- 製作人：中島叶（東京電視台）、祖山聰（PROTX）、難波裕介（PROTX）
- 制作：東京電視台、PROTX
- 製作著作：「再會了，美好時光」製作委員會

### 播出日程
| 集數   | 播出日期 | 副標題 | 導演     |
| ------ | -------- | ------ | -------- |
| 第1話  | 6月12日  |        | 柴山健次 |
| 第2話  | 6月19日  |        | 柴山健次 |
| 第3話  | 6月26日  |        | 祖山聰   |
| 第4話  | 7月03日  |        | 坂梨有剋 |
| 第5話  | 7月10日  |        | 柴山健次 |
| 第6話  | 7月17日  |        | 祖山聰   |
| 第7話  | 7月24日  |        | 坂梨有剋 |
| 最終話 | 7月31日  |        | 柴山健次 |

## 腳註

## 外部連結
漫畫
- 《再會了，美好時光》|月刊Comic電擊大王 （页面存档备份，存于）
- 《再會了，美好時光》官方主頁 2018-10-03 的存檔
- ComicWalker WEB漫畫連載 （页面存档备份，存于）
- pixiv WEB漫畫連載 （页面存档备份，存于）

電視劇
- 官方网站（日語）
- 電視劇『再會了，美好時光』的X（前Twitter）（日語）
- 電視劇『再會了，美好時光』的Instagram帳戶（日語）

| 日本 東京電視台 Drama Premiere 23 | 日本 東京電視台 Drama Premiere 23           | 日本 東京電視台 Drama Premiere 23 |
| --------------------------------- | ------------------------------------------- | --------------------------------- |
|                                   | 再會了，美好時光 （2023年6月12日－7月31日） |                                   |
| 喧囂飯 （2023年4月10日－5月29日） | 軟男與鐵妹子 （2023年8月7日－9月25日）      |                                   |